# Похлебаев, Михаил Иванович
 Михаил Иванович Похлебаев  (25 мая 1958 года Трёхгорный, СССР)  —  государственный деятель, генеральный директор    Приборостроительного завода Росатома и с 2014 года ПО «Маяк». Лауреат Премии Правительства РФ в области науки и техники.

## Биография
Родился  25 мая 1958 года  в городе Златоуст-36 Челябинской области.  В 1981 году после окончания МВТУ им. Н.Э.Баумана был призван в ряды ВС СССР и работал инженером  в НИИЭМИ в  Москве.
С 1982 по 1985 годы работал инженером Группы военно-сборочной бригады в городе Златоуст-36 на Приборостроительном заводе.
С 1985 по 2002 годы последовательно занимал должности районного инженера, старшего эксперта специального отдела, начальника общетехнического и конверсионного отделов предприятия.
С 2004 по 2009 годы  был заместителем руководителя Департамента промышленности ядерных боеприпасов Минатома России, заместителем  начальника Управления промышленности ядерных боеприпасов Федерального агентства по атомной энергии и заместителем директора Департамента промышленности ядерных боеприпасов Росатома
С 2009 года  был  назначен  генеральным директором ФГУП Приборостроительного завода Росатома в городе Трёхгорный.
5 ноября 2014 года Росатом объявил конкурс на замещение должности генерального директора ПО «Маяк», эта должность была предложена М.И.Похлебаеву, но желания по его словам возглавлять это предприятия у него нет и он хотел бы остаться в Трёхгорном:
«Я добровольно туда не пойду, если прикажут только, заставят насильно – тут еще посмотреть... Вопрос, что от меня требуется там сделать, насколько это соответствует, наверное, моим устоям как менеджера и гражданина».
C 4 декабря 2014 года назначен генеральным директором ПО «Маяк»

## Награды
- Лауреат Премии Правительства РФ (2012 год);
- Орден Почета;
- Медали.